# インナー・ワールド 内深界
『インナー・ワールド 内深界』(原題：Inner Worlds)は、マハヴィシュヌ・オーケストラの6枚目のアルバムである。
1975年、ヴァイオリニストのジャン・リュック・ポンティとキーボーディストのゲイル・モランがバンドを去った。その後、ステュ・ゴールドバーグがモランの後釜として参加した。公式に録音されたアルバムは存在していないが、かつてこの第2期マハヴィシュヌ・オーケストラには、ノーマ・ジーン・ベル、キャロル・シュライヴ、ラッセル・スタブズ、スティーヴ・キンドラーらが在籍していた。この顔ぶれで数回慌ただしくリハーサルを行った後、バンドはジェフ・ベックと一緒にツアーに出ている。ツアー終了後、マクラフリンはバンドのメンバーを削り、彼自身を含めたカルテットとした。すなわち、マクラフリン、ゴールドバーグ、ウォルデン、アームストロングである。そして本アルバムの録音を行った。
このアルバムを最後に、10年近く「マハヴィシュヌ・オーケストラ」としてはアルバムは出ないことになる。この後、同バンド名義でのアルバムが発売されるのはジョン・マクラフリンがバンドを再結成する1984年のことである。
「惑星民（Planetary Citizen）」は初期のヒップ・ホップのDJ達とプロデューサー達にしばしば流用された。というのも、曲中のドラムのブレイクとボーカルが印象的なものだったからである。
ボーカルを流用した事例の一つとして、「マッシヴ・アタック」の「アンフィニッシュト・シンパシー」が挙げられる。

## 収録曲
1. オール・イン・ザ・ファミリー – "All in the Family" – 6:02
2. マイルス・アウト – "Miles Out" – 6:44
3. イン・マイ・ライフ – "In My Life" – 3:22
4. ギータ – "Gita" – 4:29
5. モーニング・コールズ – "Morning Calls" – 1:23
6. 天露歴程 – "The Way of the Pilgrim" – 5:15
7. わが心の河 – "River of My Heart" – 3:41
8. 惑星民 – "Planetary Citizen" – 2:14
9. 忘憂樹の台座 – "Lotus Feet" – 4:24
10. 内深界 – "inner Worlds Part1&2" – 6:37

## 参加ミュージシャン
- ジョン・マクラフリン (John McLaughlin) – ギター、ボーカル
- ステュ・ゴールドバーグ（Stu Goldberg） – オルガン、ピアノ、キーボード、ボーカル、クラヴィネット、ミニムーグ
- ラルフ・アームストロング（Ralphe Armstrong） – ベース
- ナラダ・マイケル・ウォルデン（Narada Michael Walden） – パーカッション、ピアノ、コンガ、ドラム、マリンバ、ボーカル、ティンパニ、シェーカー

## チャートランキング
アルバム
ビルボード (北米)
| 年   | チャート         | 順位 |
| ---- | ---------------- | ---- |
| 1976 | ジャズ・アルバム | 24   |
| 1976 | ポップ・アルバム | 118  |